# La asunción de la Virgen (Passerini, Andrea del Sarto)
La asunción de la Virgen  (en italiano: Assunta Passerini ) es una pintura del artista italiano del Renacimiento Andrea del Sarto, pintada en 1526. Se encuentra en la Galería Palatina de Palazzo Pitti, Florencia, Italia. 

## Historia
La obra fue encargada por Margherita Passerini para su altar privado en la iglesia de Santa Maria fuori le mura en Cortona: el contrato está fechado en 1526, por un precio de 155 florines. En 1553, los frailes de esa iglesia se mudaron, junto con sus propiedades, incluida esta obra de arte, a la iglesia de Sant'Antonio dei Servi. 
En 1639 el cuadro fue adquirido por el Gran Duque Fernando II de Medici; una copia pagada por él para permanecer en la iglesia se encuentra ahora en el Museo Diocesano de Cortona. El trabajo se trasladó más tarde a la ubicación actual, en pareja con la Asunción Panciatichi similar y también obra de Andrea del Sarto. 

## Descripción
Andrea del Sarto pintó esta obra utilizando su anterior Asunción Panciatichi como modelo. Las pocas diferencias son: el fondo oscuro en lugar de un paisaje, la diferente posición de María y los ángeles a su alrededor, y el cambio del apóstol de rodillas por la Beata Margarita de Cortona, que era la protectora del donante. El apóstol izquierdo fue reemplazado por San Nicolás, patrón del padre del donante o un hijo muerto. 